# Jan Harmensz. Krul
Jan Harmensz. Krul(l) of Jan Hermansz. Krul (ca. 1602 - 11 april 1646) was een Nederlands lieddichter, toneelschrijver, ijzer- en boekhandelaar. Hij schreef succesvolle pastorale, erotische, liefdesgedichten en katholieke, religieuze poëzie voor klopjes, een unicum. Krul pleitte voor een harmonisch samengaan van muziek en retoriek en introduceerde een andere poëtische stijl als Vondel, minder weelderig, eerder naïef. Zijn taal is eenvoudig, vloeiend, direct. In de helft van zijn toneelstukken wordt het herdersleven opgevoerd.

## Biografie
Zijn vader was een slotenmaker, zijn moeder kwam uit Haarlem, maar stierf vlak na zijn geboorte. Het is onzeker wat voor onderwijs Krul heeft genoten, maar het vermoeden bestaat dat zijn stiefmoeder een grote rol speelde in de vorming van haar aangenomen zoon. In mei 1628 trouwde de 26-jarige Krul met Hendrikje Banniers in Vollenhove. Zij was de dochter van een schipper/koopman/drogist die handelde op Lingen. Krul woonde toen in de Warmoesstraat. Zijn halfbroer Arent zou trouwen met haar zuster.
Krul debuteerde in 1623 met het veelgeprezen Diana in de rederijkerskamer De Eglantier, na een ingelaste spookscene, ook een kassucces. De tragikomedie was gebaseerd op Gedenk te sterven. Vanaf die tijd hanteerde hij het als motto. In 1626 werd hij aangevallen door Vondel. Zijn eerste dichtbundel heette Wereldthatende noodsakelijckheijt (1627). De tragikomedie Cloris en Philida volgde in 1631; Rosemondt en Raniclis stamt uit 1632, evenals 'Drooge Goosen' de enige klucht die hij heeft geschreven.
Krul bevond zich op het hoogtepunt van zijn carrière en liet zich schilderen door Rembrandt. Saskia als Flora zou geïnspireerd zijn door de pastorales van Krul. Het was mode om je als herder of herderin te verkleden. De hoveling daarentegen personifieerde intriges, pronkzucht, macht en rijkdom aan het hof. Sommige van zijn gedichten spelen zich af in de omgeving van Beverwijk.
Krul was in mei 1634 de oprichter van een (elitaire) muziekkamer, die een paar maanden heeft bestaan. Ze kwam mogelijk bijeen in de schermschool aan Nes, waar concerten konden worden gegeven. Volgens Krul werd de muziek op het toneel stiefmoederlijk behandeld; zij verdiende beter. Speciaal voor de opening van de kamer schreef hij daarom een nieuw toneelstuk waarin de muziek (zang, viool en fluit) een prominente plaats innam: het Pastorel Muzykspel van Juliana en Claudiaen. Voor Krul betekende het een financieel fiasco, dat hij nooit meer te boven kwam.
In 1637 werd hij lid van het gilde der makelaars en was hij betrokken bij de oprichting van de Schouwburg van Van Campen, de opvolger van de academie van Samuel Coster. Ondertussen werd zijn 't Vonnis van Paris gespeeld in de schermschool, waarin het zingen van een nachtelijke serenade gepopulariseerd werd.
In 1640 woonde Krul op de Rozengracht en dreef een ijzerwinkel. In 1641 woonde hij of plaatste hij zijn zoon op de Latijnse school in Vollenhove. In 1644 liet hij zijn werk in eigen beheer drukken en sloot daarvoor een omvangrijke lening. In 1645 werden geen stukken van hem opgevoerd. Krul werd in dat jaar opgenomen in het gilde van de boekverkopers. Krul is op 14 april 1646 begraven in de Nieuwe Kerk. Hij woonde toen op de Anjeliersgracht in de Jordaan. Zijn weduwe, Hendrickje Banniers, bleef met vier onmondige kinderen achter. Mogelijk verhuisde zij naar Vollenhove. Haar dochter Hendrina trouwde met een plaatselijke burgemeester en zoon Adriaan studeerde rechten.

## Werk

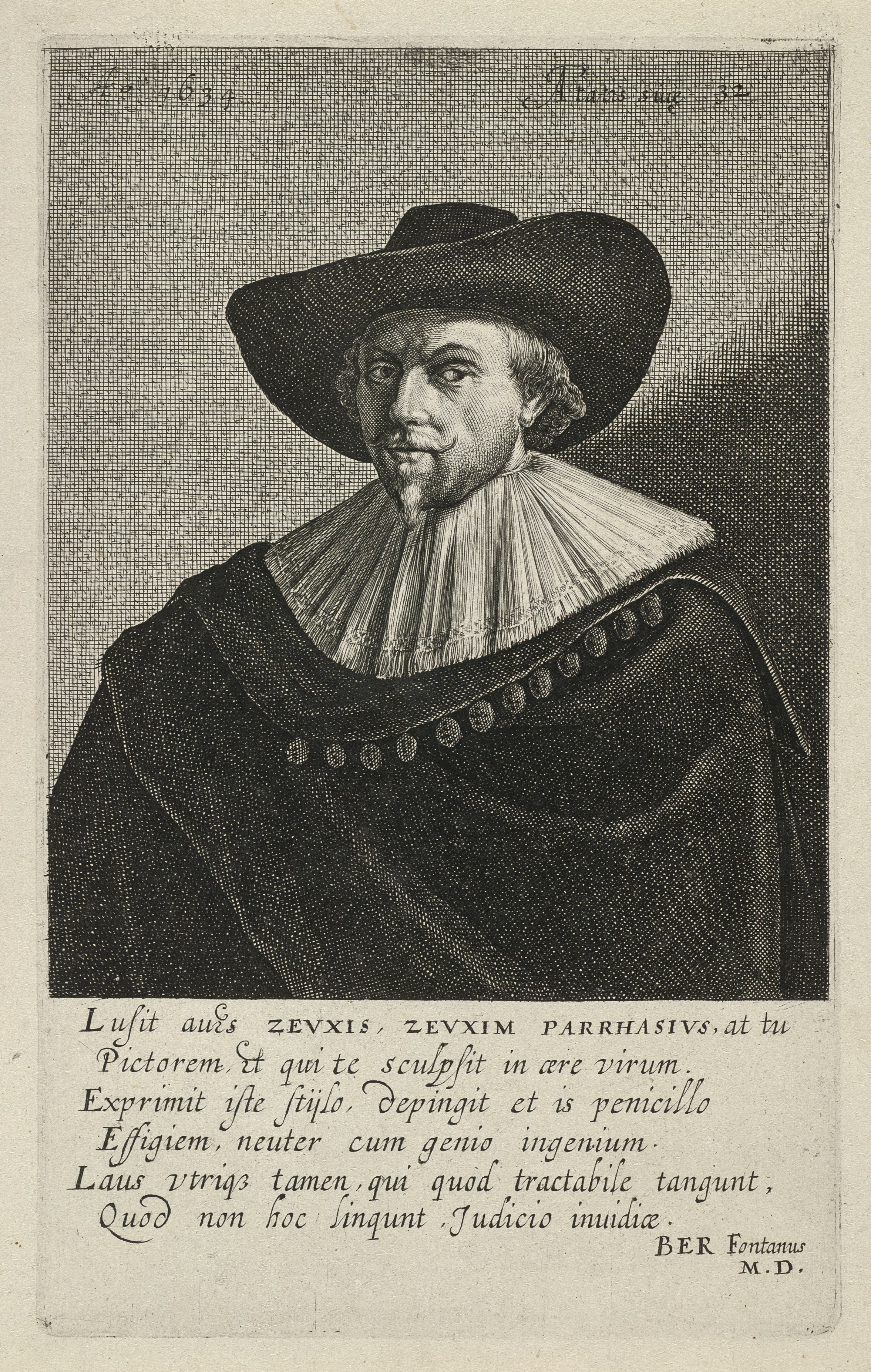
Jan Krul

De populairste toneelschrijvers waren destijds Lope de Vega en Theodore Rodenburg. De laatste zette Krul op het spoor van Antonio de Guevara. Hij werd bovendien beïnvloed door de Razende Roeland van Ludovico Ariosto en door Francisco de Quevedo.
Muziek vormde een wezenlijk onderdeel van het toneel. Dat blijkt in de eerste plaats uit de rekeningen van de Amsterdamse Schouwburg die keer op keer betalingen aan muzikanten en zangers vermelden.
Zijn gebruik van muziek (en dans) in het theater blijkt maatgevend te zijn geweest voor wat er op dit gebied in Amsterdam gebeurde. Muziek was binnen het vakmanschap van de toneelschrijver een van de belangrijkste gereedschappen geworden. Een mengsel van erotiek en morbiditeit was typerend voor Krul. Zijn werk is omschreven als huiselijk en schoolmeesterachtig. Gesina ter Borch, die zich ook graag als herderin profileerde, legde een aantal van zijn twee- of driestemmige liedjes vast in haar albums.
Krul lardeerde zijn toneelstukken met wachter-, slaap-, bruiloft-, gevangenis- en offerscènes en serenades. De wachter aan de poort of op een toren blies op een trompet. De muzikale gevangenisscene was in heel Europa populair. In de Italiaanse opera ontwikkelde het zingen in gevangenissen zich in de zeventiende eeuw tot een rage.
- Christelijcke Offerande
- Faustina (1639), Celion en Bellinde (1639), uit L'Astrée van de hand van Honoré d'Urfé, evenals Alcip en Amarille (1639); Minnespiegel (1639), Rosilion en Rosaniere (1641), Pampiere wereld ofte wereldsche oeffeninge (1644).
- Blinden-minnaer van Smirne (1645) uit het Frans.
- Vrolikke, en leerzame oeffeningen, bestaende in de tirannische liefde, De geluckige vryagie van de Italiaense schoorstien-veger, Den rampsaligen minnaer en Den beminden dief.